# Drepanogynis itremo
Drepanogynis itremo là một loài bướm đêm trong họ Geometridae.